# Perillula reptans
Perillula reptans Maxim. – gatunek roślin z monotypowego rodzaju Perillula Maxim. z rodziny jasnotowatych (Lamiaceae), występujący endemicznie w środkowej i południowej Japonii oraz w archipelagu Nansei, gdzie zasiedla lasy w okolicach strumieni. 
Nazwa naukowa rodzaju jest zdrobnieniem łacińskiej nazwy innego monotypowego rodzaju Perilla, do którego należy pachnotka bazyliowata. Nazwa gatunkowa jest imiesłowem łacińskiego czasownika reptare, oznaczającego „czołgać się”, „pełzać”. Nazwa zwyczajowa tej rośliny w języku japońskim to スズコウジュ („suzukōju”).

## Morfologia
PokrójRośliny zielne o wysokości 20–30 cm.
PędPodziemne, krótkie kłącze. Łodyga czworokątna, słabo rozgałęziona, owłosiona.
LiścieUlistnienie naprzeciwległe. Blaszki liściowe owalne lub rombowate, owłosione, o szerokości 1–2,2 cm i długości 2–4 cm, spiczaste, z szerokoklinowatą nasadą, głęboko ząbkowane.
KwiatyDrobne, o wielkości 5–6 mm, zwisające na długich szypułkach z wierzchotkowatego kwiatostanu. Kielich dzwonkowato-lejkowaty, o tylnych działkach szerokospiczastych, przednich dłuższych. Rurka kielicha pierścieniowata poniżej gardzieli. Korona kwiatu szerokodzwonkowata, biała, pięciopłatkowa, lekko dwuwargowa, u nasady zwężona i pierścieniowata wewnątrz. Cztery pręciki położone w 2 parach o różnej długości. Para przednia dłuższa i nieznacznie wychylona ponad koronę. Pylniki położone równolegle lub lekko rozbieżnie, połączone małym łącznikiem. Słupek krótki.
OwoceOrzeszki o odwrotniejajowatym kształcie, gładkie, o długości 1,7 mm.

## Biologia i ekologia
RozwójWieloletnie geofity ryzomowe, kwitnące od września do listopada.
Interakcje z innymi gatunkamiRośliny są żywicielami pasożytniczych grzybów z rodzaju Cercospora.
GenetykaLiczba chromosomów 2n = 14.

## Systematyka
Gatunek w monotypowym rodzaju Perillula Maxim., zaliczanego do plemienia Elsholtzieae Burnett w podrodzinie Nepetoideae w rodzinie jasnotowatych. Gatunek ten tworzy wraz z Ombrocharis dulcis z monotypowego rodzaju Ombrocharis klad siostrzany dla wszystkich pozostałych rodzajów z plemienia Elsholtzieae.